# کنیاک اسکندربیگ
کنیاک اسکندربیگ یک برند آلبانیایی است که از سال ۱۹۶۷ در تیرانا ساخته می‌شود. این نوشیدنی ملی آلبانی محسوب می‌شود و به خاطر طعم شیرین آن معروف است.

## ریشه نام
این برند بعد از اسکندربیگ (آلبانیایی: [Skënderbeu] Error: {{Lang}}: متن دارای نشانه‌گذاری ایتالیک است (راهنما)؛ ۱۴۰۵–۱۴۶۸)، قهرمان ملی آلبانی اقتباس شده‌است.

## فرایند تولید و محتوای الکل

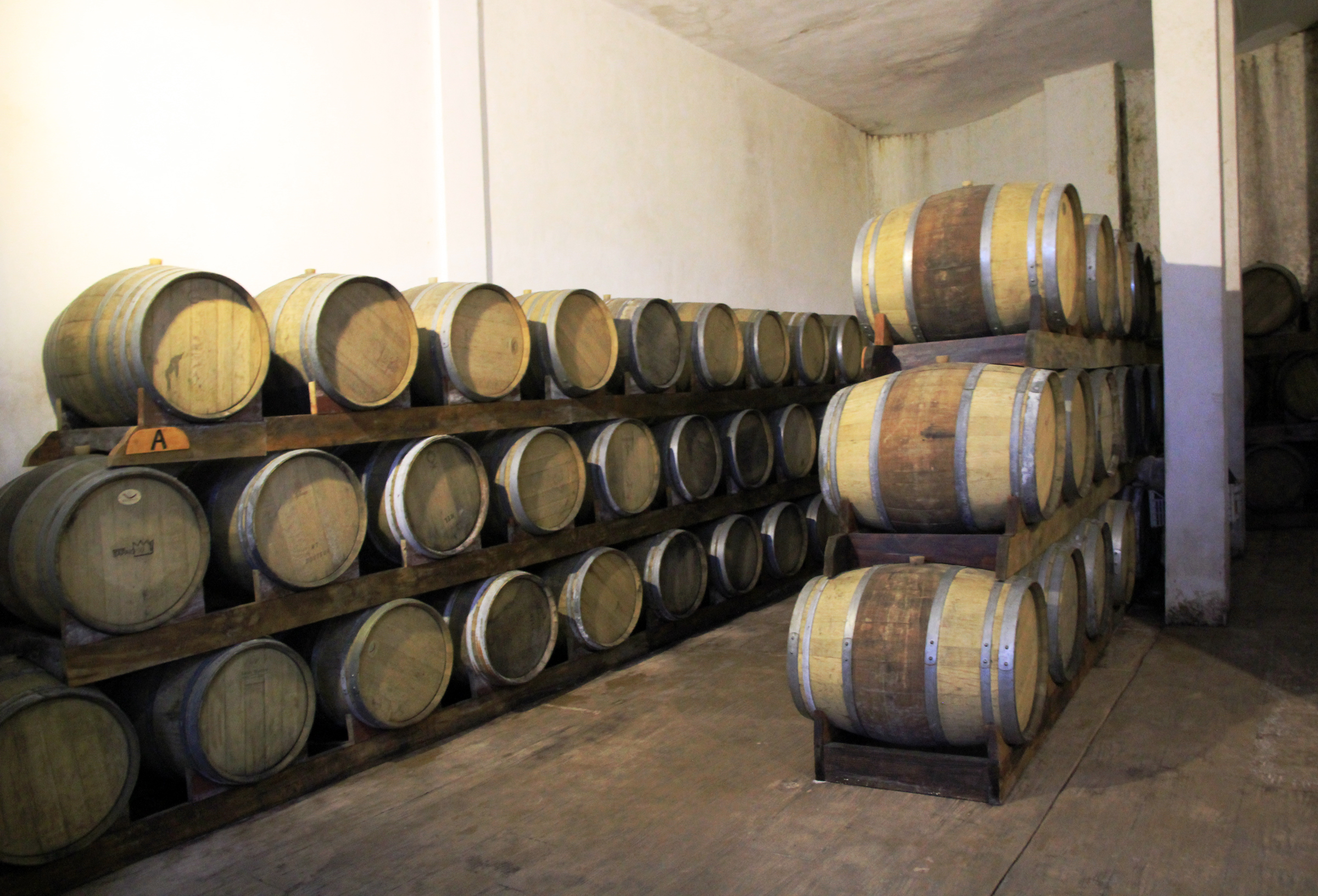
بشکه‌های چوبی با کنیاک اسکندربیگ در دورس

کنیاک اسکندربیگ منحصراً در بشکه‌ها و مخزن‌های ساخته شده از بلوط تولید می‌شود که به عطر، بو و رنگ آن روح می‌بخشد. مهمترین مواد تشکیل دهنده کنیاک کهنه عصاره گیاهان کوهی، آلو، انگور و لیکور لیمو هستند. از شکر و کارامل نیز استفاده می‌شود. پس از فرایند تولید برند (کنیاک) برای چند سال ذخیره می‌شود و سپس در داخل و خارج از کشور فروخته می‌شود.
میزان الکل موجود در آن حداقل ۴۰ درصد است.

## پیوندهای وب
- وب سایت رسمی آلمان (آلمانی)